# Walter Guinness
Walter Edward Guinness, o 1 º Barão Moyne PC DSO & Bar (29 de março de 1880 a 6 de Novembro de 1944) foi um político e empresário britânico. Ele serviu como o ministro de Estado britânico no Oriente Médio, até novembro de 1944, quando foi assassinado pelo grupo militante sionista judaico Lehi. O assassinato de Lord Moyne criou ondas de choque na Palestina e em todo o mundo.